# Strada Ștefan cel Mare din Bălți
Strada Ștefan cel Mare din Bălți (alte denumiri: Petrogradskaia, Regele Carol I, Stalingradskaia, Leningradskaia) este cea mai importantă arteră a localității. Această stradă intersectează localitatea pe direcția nord-est spre sud-vest, traversând cartierele Centru, Teioasa și Molodova.

## Istoric
Această stradă s-a format în timpuri mai îndepărtate, fiind influențată de drumurile ce duceau de la Iași la Soroca sau Cernăuți și Hotin. În 1794 se edifică Catedrala Sf. Nicolae - cea ai veche clădire din Bălți. În 1872 a fost deschis spitalul zemstvei de 120 de locuri, apoi și dispensarul județean, o maternitate, un sanatoriu. Pe această arteră erau, chiar în centrul orașului, trei tipografii, teatrul de lemn, clădirea închisorii (prezentă și acum). În decembrie 1904 a avut loc sfințirea capelei pe lângă păușcărie 

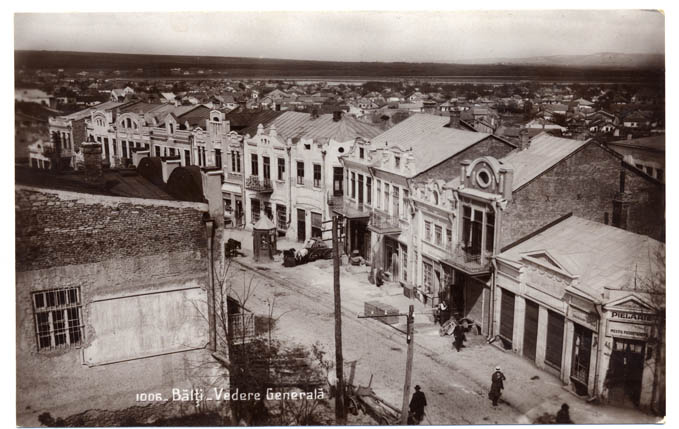
Strada Ştefan cel Mare în anii 30 sec. XX, pe atunci strada Regele Carol I

În perioada interbelică pe această stradă principală a activat Biroul tehnic L. Botviniuc, care se ocupa cu construcția morilor, fabricilor de ulei și instalațiilor industriale, depozit de stofe și postavuri, depozite de lemne, Banca Românească, Banca Moldovei, Liceul evreiesc de băieți și fete, 2 magazine de parfumerie, articole cosmetice și fotografice, cercul cerealiștilor și insdutriașilor. În timpul celui de-al Doilea Război Mondial unele clădiri au fost distruse, însă multe au supraviețuit, dar au fost demolate cu ocazia replanificării centrului Bălțiului .